# Nárai, Vas
Nárai  este un sat în districtul Szombathely, județul Vas, Ungaria, având o populație de 1.249 de locuitori (2011). 

## Demografie
Componența etnică a satului Nárai
     Maghiari (97,58%)
     Germani (1,38%)
     Alții (1,04%)
Componența confesională a satului Nárai
     Romano-catolici (69,02%)
     Fără religie (4,4%)
     Reformați (3,76%)
     Necunoscută (21,14%)
     Alte religii (1,68%)
Conform recensământului din 2011, satul Nárai avea 1.249 de locuitori. Din punct de vedere etnic, majoritatea locuitorilor (97,58%) erau maghiari, cu o minoritate de germani (1,38%).  Din punct de vedere confesional, majoritatea locuitorilor (69,02%) erau romano-catolici, existând și minorități de persoane fără religie (4,4%) și reformați (3,76%). Pentru 21,14% din locuitori nu este cunoscută apartenența confesională.